# Suzemka
Suzemka (ruso: Сузе́мка) es un asentamiento de tipo urbano de Rusia, capital del raión homónimo en la óblast de Briansk.
En 2021, el territorio del asentamiento tenía una población de 8932 habitantes, de los que 8672 vivían en el propio asentamiento y el resto repartidos en catorce pequeñas pedanías.
Se ubica unos 120 km al sur de la capital regional Briansk, junto a la frontera con Ucrania.

## Historia
El pueblo fue fundado en el siglo XVIII con el topónimo "Buda-Suzemka" ("Буда-Суземка"), que hace referencia a que se ubica en medio de un bosque denso. Hasta 1903 no fue considerado oficialmente un pueblo, sino que era una aldea (derevnia) del vecino pueblo de Néguino. En 1917 pasó a ser capital de vólost y en 1929 capital distrital. En la Gran Guerra Patria, los partisanos soviéticos aprovecharon el carácter forestal de la zona para establecer aquí uno de sus principales centros de operaciones. Adoptó estatus de asentamiento de tipo urbano en 1958; sin embargo, aunque se mantiene el carácter urbano de su ayuntamiento, desde 2012 la localidad en sí se considera un posiólok rural, ya que ha sufrido el cierre de sus principales industrias. Por su ubicación fronteriza, desde 2022 está sufriendo las consecuencias de la invasión rusa de Ucrania, incluyendo el bloqueo de su línea de ferrocarril y algunos enfrentamientos.